# Sarah Greene
Sarah Greene (21 de julio de 1984) es una actriz y cantante irlandesa, conocida por su papel de Helen McCormick en las producciones de Teatro West End y Broadway de The Cripple of Inishmaan. Por su actuación, fue nominada al Laurence Olivier Award for Best Actress in a Supporting Role 2014, y al Tony Award for Best Featured Actress in a Play de ese mismo año.  Ganó un Irish Film and Television Award por Mejor Actriz - Drama, por su papel de Hecate Poole en la serie Penny Dreadful, como también por interpretar a Maxine en la serie de CBS, Ransom.

## Primeros años
Greene nació en Cork, Irlanda. Fue educada en Cada performing arts y en The Gaiety School of Acting en Dublín, del que se graduó en 2006.

## Filmografía

### Películas
| Año  | Título                            | Papel            |
| ---- | --------------------------------- | ---------------- |
| 2008 | Eden                              | Imelda Egan      |
| 2009 | Love and Savagery                 | Cathleen         |
| 2010 | My Brothers                       | Rose             |
| 2011 | The Guard                         | Sinead Mulligan  |
| 2014 | Noble                             | Middle Christina |
| 2015 | Una buena receta                  | Kaitlin          |
| 2018 | Dublin Oldschool                  | Lisa             |
| 2018 | Black 47                          | Ellie            |
| 2018 | Rosie                             | Rosie Davis      |
| 2024 | In the Land of Saints and Sinners | Sinéad           |

### Televisión
| Año     | Título         | Papel               | Notas               |
| ------- | -------------- | ------------------- | ------------------- |
| 2006    | Bachelors Walk | Chica del fútbol #1 | Especial de Navidad |
| 2009    | Psych Ward     | Jenny McArdle       | 2 episodios         |
| 2010    | Raw            | Sarah               | 1 episodio          |
| 2014    | The Assets     | Laura               | Episodio: "Avenger" |
| 2015–16 | Penny Dreadful | Hecate Poole        | Papel recurrente    |
| 2016    | Rebellion      | May Lacey           | Miniserie           |
| 2017–18 | Ransom         | Maxine Carlson      | Reparto principal   |
| 2019    | Dublin Murders | Cassie Maddox       | Reparto principal   |

### Teatro
| Año  | Título                           | Papel           | Notas                        |
| ---- | -------------------------------- | --------------- | ---------------------------- |
| 2006 | The Empress of India             | Kate            | Town Hall Theatre, Galway    |
| 2006 | The Year of the Hiker            | Mary Lacey      | The Pavilion Theatre, Dublin |
| 2007 | Danti Dan                        | Cactus          | Wexford Arts Centre, Wexford |
| 2009 | The Playboy of the Western World | Honor Blake     | Druid Theatre                |
| 2010 | Phaedra                          | Ismene          | Project Arts Centre, Dublín  |
| 2010 | Little Gem                       | Amber           | Peacock Theatre, Dublín      |
| 2011 | Between Foxrock and a Hard Place | Sorcha          | Gaiety Theatre, Dublín       |
| 2011 | Between Foxrock and a Hard Place | Sorcha          | Cork Opera House, Cork       |
| 2012 | Alice in Funderland              | Alice           | Abbey Theatre, Dublin        |
| 2013 | The Cripple of Inishmaan         | Helen McCormick | Noël Coward Theatre, Londres |
| 2014 | The Cripple of Inishmaan         | Helen McCormick | Cort Theatre, Nueva York     |
| 2017 | Woyczec                          | Marie           | Old Vic, Londres             |
| 2017 | The Ferryman                     | Caitlin Carney  | Gielgud Theatre, Londres     |

### Videojuegos
| Año  | Título                          | Papel           | Notas     |
| ---- | ------------------------------- | --------------- | --------- |
| 2013 | Assassin's Creed IV: Black Flag | Anne Bonny      | Voz       |
| 2015 | The Witcher 3: Wild Hunt        | Cerys an Craite | Voz       |
| 2016 | The Bunker                      | "Margaret"      | Vida real |

## Premios y nominaciones
| Año  | Premio                           | Categoría                                                                 | Trabajo                  | Resultado |
| ---- | -------------------------------- | ------------------------------------------------------------------------- | ------------------------ | --------- |
| 2014 | Laurence Olivier Award           | Mejor Actriz en un papel recurrente                                       | The Cripple of Inishmaan | Nominada  |
| 2014 | Tony Award                       | Mejor Actriz en una obra de teatro                                        | The Cripple of Inishmaan | Nominada  |
| 2015 | Irish Film and Television Awards | Estrella en alza                                                          |                          | Ganadora  |
| 2015 | Irish Film and Television Awards | 12th Irish Film & Television Awards - Mejor Actriz en un papel recurrente | Noble                    | Ganadora  |
| 2016 | Irish Film and Television Awards | 13th Irish Film & Television Awards                                       | Penny Dreadful           | Ganadora  |